# Banca nazionale della Georgia
La Banca nazionale della Georgia (in georgiano საქართველოს ეროვნული ბანკი?, sak'art'velos erovnouli banki è la banca centrale della Georgia. Il suo status è definito dalla Costituzione georgiana.

## Storia
La prima banca centrale della Georgia fu fondata nel 1919. Nella sua forma attuale, la banca esiste dal 1991. Secondo la Costituzione della Georgia, è indipendente dal controllo statale ed è responsabile di garantire la stabilità dei prezzi.

## Governatori delle banche
| Rango | Nome                | Mandato                         |
| ----- | ------------------- | ------------------------------- |
| 1°    | Jason Lordkipanidze | (luglio 1920 - febbraio 1921)   |
| 2     | Gia Topuria         | (ottobre 1991 - gennaio 1992)   |
| 3     | Vazha Djindjikhadze | (gennaio 1992 - marzo 1992)     |
| 4     | Nodar Kakulia       | (aprile 1992 - novembre 1992)   |
| 5     | Demur Dvalishvili   | (novembre 1992 - ottobre 1993)  |
| 6     | Nodar Javakhishvili | (ottobre 1993 - marzo 1998)     |
| 7     | Irakli Managadze    | (marzo 1998 - marzo 2005)       |
| 8     | Roman Gotsiridze    | (marzo 2005 - ottobre 2007)     |
| 9     | David Amaglobeli    | (ottobre 2007 - febbraio 2009)  |
| 10    | Giorgi Kadagidze    | (febbraio 2009 – febbraio 2016) |
| 11    | Koba Gvenetadze     | (marzo 2016 - marzo 2023)       |
| 12    | Natela Turnava      | (giugno 2023 – attuale)         |

## Consiglio
L'organo supremo della Banca Nazionale è il suo Consiglio, composto da sette membri. Il Presidente del Consiglio è il Presidente della Banca Nazionale. Il Consiglio, oltre al Presidente, è composto da due Vicepresidenti e da altri membri. I membri del Consiglio della Banca Nazionale sono eletti per un mandato di sette anni dal Parlamento della Georgia, a maggioranza del numero totale dei suoi membri, su proposta del Presidente della Georgia.